# Hometown Story
Hometown Story (japonês: ホームタウン・ストーリー, Hepburn: Hōmutaun Sutōrī) é um jogo eletrônico de simulação para o Nintendo 3DS criado por Yasuhiro Wada, criador de Harvest Moon, desenvolvido pela Toybox Inc. e distribuído pela Natsume Inc. na América do Norte e pela Rising Star Games na Europa.

## Desenvolvimento
O jogo era originalmente chamado pelo codinome de "Project Happiness" (Projeto Felicidade) e era descrito como um jogo para fazer as pessoas felizes. Wada declarou que o jogo aconteceria dentro do universo de Harvest Moon, mas seria uma experiência diferente no geral. O jogo foi lançado em 2013 para o Nintendo 3DS e em uma versão menor para iOS. A Rising Star Games lançará o jogo na Europa no começo de 2014, como foi confirmado por Wada durante a Gamescom.

## Jogabilidade
O que se sabe até agora é que o personagem principal é responsável por cuidar de uma loja. O jogador pode organizar e preencher as prateleiras da loja como quiser e eventualmente expandí-la. Também é possível interagir e formar amizade com os moradores. A cidade só tem dez pessoas no começo, mas dependendo das ações do jogador durante a progressão da história, pode-se chegar a até cem personagens não jogáveis.

## Recepção
A IGN deu ao jogo uma nota 5.0 de 10. A nota no Metacritic foi 49 de 100.